# ドリーム・ホース
『ドリーム・ホース』（Dream Horse）は2020年のイギリスのドラマ映画。監督はユーロス・リン、主演はトニ・コレットが務めた。実在の馬「ドリームアライアンス」を題材にしている。

## ストーリー
ウェールズで暮らすジャン（ジャネット）・ヴォークスはバーテンダーとして働いていたが、それだけでは十分に稼ぐことができず、空き時間にスーパーでレジ打ちもしていた。そんな生活にうんざりしていたある日、ジャンは競走馬を育てて大会で優勝するというアイデアを思い付いた。それを実行に移すだけの資金もノウハウもなかったジャンだが、前者は夫（ブライアン）や地元の人たちから少額の出資を集めることで解決し、後者はかつて競走馬を所有していた税理士、ハワードの協力を得ることで乗り越えることができた。
その後、ジャンは牝馬を安価で入手することに成功し、その馬を種付けして生まれた子馬にドリームアライアンスと名付けた。出資してくれた人でさえも「これでエリート競走馬に太刀打ちできるのか」と不安視していたが、有名な調教師に預け、地道なトレーニングの末、ドリームアライアンスはウェルシュナショナルでの優勝を果たすに至った。本作はその顛末を描き出す。

## キャスト
- ジャン・ヴォークス：トニ・コレット
- ハワード・デイヴィス：ダミアン・ルイス
- ブライアン・ヴォークス：オーウェン・ティール
- アンジェラ・デイヴィス：ジョアンナ・ペイジ
- フィリップ・ホッブス：ニコラス・ファレル
- モーリーン：シアン・フィリップス
- カービィ：カール・ジョンソン
- エイヴリー卿：ピーター・デイヴィソン
- ガーウィン：ステファン・ロードリ
- モルドウィン：アンソニー・オドネル
- ジョンソン・ホワイト：アレックス・ジョーダン
- ジェームズ・リングスフォード：マックス・ハッチンソン
- エルシー：リンダ・バロン
- ピーター：アシェク・アクタル
- グース：ダレン・エヴァンス
- 本人：キャサリン・ジェンキンス
- 本人：クレア・ボールディング

## 製作・音楽
2019年3月13日、トニ・コレットとダミアン・ルイスが本作に出演することになったと報じられた。5月13日、オーウェン・ティール、ジョアンナ・ペイジ、カール・ジョンソン、シアン・フィリップス、ニコラス・ファレルがキャスト入りした。2021年5月21日、デッカ・クラシックスが本作のサウンドトラックを発売した。

## 公開・マーケティング
2019年5月13日、ブリーカー・ストリートが本作の全米配給権を獲得したとの報道があった。10月31日、本作の劇中写真が初めて公開された。2020年1月24日、本作はサンダンス映画祭でプレミア上映された。2021年5月5日、本作のオフィシャル・トレイラーが公開された。

## 評価
本作は批評家から高く評価されている。映画批評集積サイトのRotten Tomatoesには85件のレビューがあり、批評家支持率は91%、平均点は10点満点で6.8点となっている。サイト側による批評家の見解の要約は「トニ・コレットの卓越した演技のお陰で、『ドリーム・ホース』は多くの人々を楽しませる競馬映画―ストーリーは王道展開だが、むしろそれを最大限に活用している―に仕上がっている。」となっている。また、Metacriticには22件のレビューがあり、加重平均値は68/100となっている。